# Elasmias terrestris
Elasmias terrestris är en snäckart som först beskrevs av Brazier 1876.  Elasmias terrestris ingår i släktet Elasmias och familjen Achatinellidae. Inga underarter finns listade i Catalogue of Life.